# Френк Вејли
Френк Џозеф Вејли (енгл. Frank Joseph Whaley; рођен 20. јула 1963, Сиракјуз, Њујорк), амерички је позоришни, филмски и ТВ глумац.
Филмски деби направио је у филму Челични коров (1987).
Прославио се улогама у филмовима Поље снова (1989), Рођен 4. јула (1989), Дорси (1991), Како направити каријеру (1991), Петпарачке приче (1994), Сломљена стрела (1996), Црвени змај (2002), Мотел ужаса (2007), Школа рока (2003), Преваранткиње са Вол Стрита (2019) између осталих.